# Berles Position Military Cemetery
Berles Position Military Cemetery is een Britse militaire begraafplaats met gesneuvelden uit de Eerste Wereldoorlog, gelegen in het Franse dorp Berles-au-Bois (departement Pas-de-Calais). De begraafplaats werd ontworpen door William Cowlishaw en ligt in het veld langs de weg van Berles-au-Bois naar Monchy-au-Bois op 1.230 m ten zuidoosten van het dorpscentrum (Église Saint-Pierre). Een pad van 150 m leidt vanaf deze weg naar de begraafplaats. Ze heeft een nagenoeg vierkant grondplan met afgeronde de hoeken en een oppervlakte van 379 m².  Een lage ruwe natuurstenen muur omsluit de begraafplaats. Het Cross of Sacrifice staat vooraan vlak bij de toegang. De graven staan in vier evenwijdige rijen opgesteld.
Er liggen 52 Britten begraven waaronder 1 niet geïdentificeerde.
De begraafplaats wordt onderhouden door de Commonwealth War Graves Commission.

## Geschiedenis
In de zomer van 1915 werd het dorp door de Britse troepen overgenomen van de Fransen en bleef tot het einde van de oorlog in hun handen ondanks ernstige beschietingen. De begraafplaats werd in juli 1916 opgericht door de 46th (North Midland) Division en werd tot februari 1917 (grotendeels door dezelfde divisie) gebruikt. Ze was ook bekend als The Ravine Cemetery en als Nobs Walk Cemetery.

## Aliassen
- korporaal Norman Elce Bugg diende onder het alias W.E. Acres bij de Royal Engineers.
- soldaat William Henry Bowen diende onder het alias W. Bradney bij het South Staffordshire Regiment.